# USS Acree (DE-167)
USS Acree (DE-167) là một tàu hộ tống khu trục lớp Cannon từng phục vụ cùng Hải quân Hoa Kỳ trong Chiến tranh Thế giới thứ hai. Nó là chiếc tàu chiến duy nhất của Hải quân Hoa Kỳ được đặt cái tên này, theo tên Trung úy Hải quân John White Acree (1918-1942), người từng phục vụ như sĩ quan kiểm soát hư hỏng trên tàu sân bay Enterprise (CV-6), và đã tử trận trong trận chiến quần đảo Santa Cruz vào ngày 26 tháng 10, 1942. Nó đã phục vụ cho đến khi chiến tranh kết thúc, xuất biên chế năm 1946, rồi rút đăng bạ năm 1972 và bị tháo dỡ một năm sau đó. Acree được tặng thưởng năm Ngôi sao Chiến trận do thành tích phục vụ trong Thế Chiến II.

## Thiết kế và chế tạo
Lớp Cannon có thiết kế hầu như tương tự với lớp Buckley dẫn trước; khác biệt chủ yếu là ở hệ thống động lực Kiểu DET (diesel electric tandem). Các động cơ diesel đặt nối tiếp nhau dẫn động máy phát điện để cung cấp điện năng quay trục chân vịt cho con tàu. Động cơ diesel có ưu thế về hiệu suất sử dụng nhiên liệu, giúp cho lớp Cannon cải thiện được tầm xa hoạt động, nhưng đánh đổi lấy tốc độ chậm hơn.
Vũ khí trang bị bao gồm ba pháo 3 in (76 mm)/50 cal trên tháp pháo nòng đơn có thể đối hạm hoặc phòng không, một khẩu đội pháo phòng không Bofors 40 mm nòng đôi và tám pháo phòng không Oerlikon 20 mm. Vũ khí chống ngầm bao gồm một dàn súng cối chống tàu ngầm Hedgehog Mk. 10 (có 24 nòng và mang theo 144 quả đạn); hai đường ray Mk. 9 và tám máy phóng K3 Mk. 6 để thả mìn sâu. Con tàu vẫn giữ lại ba ống phóng ngư lôi Mark 15 21 inch (533 mm). Thủy thủ đoàn đầy đủ bao gồm 15 sĩ quan và 201 thủy thủ.
Acree được đặt lườn tại xưởng tàu của hãng Federal Shipbuilding and Drydock Company ở Newark, New Jersey vào ngày 30 tháng 11, 1942. Nó được hạ thủy vào ngày 9 tháng 5, 1943, được đỡ đầu bởi bà John W. Acree, vợ góa Trung úy Acree, và nhập biên chế cùng Hải quân Hoa Kỳ tại Xưởng hải quân New York vào ngày 19 tháng 7, 1943 dưới quyền chỉ huy của Hạm trưởng, Thiếu tá Hải quân William H. Siegmund.

## Lịch sử hoạt động
Sau khi hoàn tất việc chạy thử máy tại khu vực Bermuda và huấn luyện tại vùng biển ngoài khơi Norfolk, Virginia, Acree khởi hành vào ngày 28 tháng 9, 1943 để đi sang khu vực Mặt trận Thái Bình Dương. Nó băng qua kênh đào Panama vào ngày 5 tháng 10 và có chặng dừng ngắn tại khu vực quần đảo Galapagos ba ngày sau đó. Nó độc lập đi đến Bora Bora thuộc quần đảo Society, đến nơi vào ngày 18 tháng 10, được tiếp nhiên liệu trước khi khởi hành vào ngày 25 tháng 10 hộ tống cho chiếc SS Mormactern đi đến Nouméa, New Caledonia.
Trong thành phần Đội hộ tống 11, trong suốt sáu tháng tiếp theo Acree đã làm nhiệm vụ hộ tống các đoàn tàu vận tải đi lại giữa các đảo thuộc khu vực Trung tâm và Nam Thái Bình Dương. Con tàu đã từng ghé đến Espiritu Santo thuộc New Hebrides; Lautoka, quần đảo Fiji; Guadalcanal; Nouméa, New Caledonia; và quần đảo Russell. Vào ngày 28 tháng 4, 1944, nó gia nhập thành phần hộ tống thuộc Đội đặc nhiệm 50.17, được thành lập để làm nhiệm vụ tiếp nhiên liệu cho các tàu sân bay thuộc Lực lượng Đặc nhiệm 58 dưới quyền Phó đô đốc Marc Mitscher. Sau khi hoàn thành nhiệm vụ vào ngày 3 tháng 5, nó đi đến vịnh Purvis, đảo Florida để hoạt động tuần tra chống tàu ngầm tại khu vực.
Đến ngày 9 tháng 6, Acree được điều sang Đội đặc nhiệm để tham gia chiến dịch đổ bộ lên quần đảo Mariana. Con tàu đi đến ngoài khơi mũi cực Nam đảo Tinian vào ngày 7 tháng 7, và đã tiến hành bắn phá quấy rối và chiếu sáng ban đêm tại thị trấn Tinian; nó bắt đầu bắn phá lúc 19 giờ 05 phút và kéo dài suốt đêm với khoảng cách 40 phút giữa mỗi đợt bắn phá. Nó chuyển đến khu vực cảng Saipan vào ngày hôm sau và tham gia tuần tra chống tàu ngầm ngoài khơi hòn đảo này. Trong suốt bốn tháng tiếp theo, nó làm nhiệm vụ tuần tra và hộ tống tại khu vực Trung tâm Thái Bình Dương. Nó được lệnh rời Eniwetok vào ngày 13 tháng 11 để quay trở về Hoa Kỳ, ghé qua Trân Châu Cảng vào ngày 21 tháng 11 và về đến San Francisco vào ngày 3 tháng 12. Con tàu được đại tu tại xưởng tàu của hãng United Engineering Co., Ltd. ở Alameda, California.
Sau khi hoàn tất công việc trong xưởng tàu, Acree lên đường vào ngày 31 tháng 1, 1945 để chạy thử máy, rồi khởi hành vào ngày 4 tháng 2 để hướng sang quần đảo Hawaii. Sau khi đi đến Trân Châu Cảng vào ngày 10 tháng 2, chiếc tàu hộ tống khu trục đã hoạt động huấn luyện tại vùng biển phí Bắc quần đảo phối hợp cùng với tàu chị em McConnell (DE-163) và tàu sân bay hộ tống Sangamon (CVE-26). Nó quay trở lại khu vực Eniwetok vào ngày 24 tháng 3, nơi mà cho đến khi chiến tranh chấm dứt nó đã hoạt động hộ tống vận tải và tuần tra ngăn chặn tại các khu vực Guam, Eniwetok, Ulithi, Saipan và Kwajalein.
Khi Nhật Bản đã chấp nhận đầu hàng vào ngày 15 tháng 8 giúp kết thúc cuộc xung đột, Acree khởi hành từ Kwajalein vào ngày 15 tháng 9 để quay trở về Hoa Kỳ, ghé qua Trân Châu Cảng trong một ngày và về đến San Diego, California vào ngày 28 tháng 9. Nó lại lên đường vào ngày 6 tháng 10 để đi sang vùng bờ Đông, băng qua kênh đảo Panama và đi đến New York vào ngày 20 tháng 10, nơi nó được đại tu để chuẩn bị ngừng hoạt động.
Acree đi đến Green Cove Springs, Florida vào ngày 29 tháng 11, nơi nó được cho xuất biên chế vào ngày 1 tháng 4, 1946 và được đưa về Hạm đội Dự bị Đại Tây Dương. Con tàu không bao giờ được đưa ra hoạt động trở lại; tên nó được cho rút khỏi danh sách Đăng bạ Hải quân vào ngày 1 tháng 7, 1972, và con tàu được bán cho hãng Boston Metals Co. tại Baltimore, Maryland vào ngày 19 tháng 7, 1973 để tháo dỡ.

## Phần thưởng
Acree được tặng thưởng năm Ngôi sao Chiến trận do thành tích phục vụ trong Thế Chiến II.
|  | Silver star |

| Huân chương Chiến dịch Hoa Kỳ | Huân chương Chiến dịch Châu Á-Thái Bình Dương với 5 Ngôi sao Chiến trận | Huân chương Chiến thắng Thế Chiến II |